# 오쿠보촌 (야마가타현)
오쿠보촌 야마가타현 기타무라야마군에 있던 촌이다. 현재의 무라야마시 남서부, 대체로 모가미강 왼쪽 강변에 해당한다.

## 역사
- 1889년 4월 1일 - 정촌제 시행에 의해 오쿠보촌이 성립하였다.
- 1954년 11월 1일 - 다테오카정, 니시고촌, 우쿠라촌, 후모토촌, 도자와촌과 합병해, 무라야마시가 성립, 동일 오쿠보촌은 폐지되었다.

## 교통

### 도로
- 국도 제13호선

## 참고문헌
- 角川日本地名大辞典 6 山形県